# Vrbnik (Biskupija)
Vrbnik falu Horvátországban Šibenik-Knin megyében. Közigazgatásilag Biskupijához tartozik.

## Fekvése
Knintől 4 km-re délre, Dalmácia északi-középső részén, a Vrbniki mezőn, a 33-as számú főút mellett fekszik. Közigazgatásilag Biskupijához tartozik. Területén halad át a Zágrábról Splitre menő vasútvonal is.

## Története
A település neve a „vrba” (fűzfa) főnévből származik, mely fa régóta honos a Vrbniki mezőn. A török 1522-ben szállta meg ezt a területet. A szerbek bevándorlása már a 15. században megkezdődött, de a legnagyobb méreteket 1521 és 1527 között öltötte. A falu a moreai háború során 1688-ban szabadult fel a török uralom alól. A velencei hatóságok az igazgatásuk alá visszakerült területet krajinákra azaz kerületekre osztották. Ezen belül a kisebb igazgatási egységeket a kapitányok irányították. Vrbnik a knini kerületen belül a szomszédos Ljubač-csal és Potkonjéval tartozott közös kapitány irányítása alá. A velencei uralom 1797-ig tartott, de a két másik településsel a közösség továbbra is megmaradt. A három falunak közös temploma (a vrbniki Szent Miklós templom) és iskolája is volt. Miután a francia seregek felszámolták a Velencei Köztársaságot osztrák csapatok szállták meg. 1809-ben az Első Francia Császárság Illír Tartományának része lett. 1815-ben a bécsi kongresszus újra Ausztriának adta, amely a Dalmát Királyság részeként Zárából igazgatta 1918-ig. A településnek 1857-ben 1115, 1910-ben 1561 lakosa volt. Fejlődésén sokat lendített a spliti vasútvonal 1890-es megépítése. Az első világháború után előbb a Szerb-Horvát-Szlovén Királyság, majd Jugoszlávia része lett. 1991-ben csaknem teljes lakossága szerb nemzetiségű volt. Szerb lakói még ez évben csatlakoztak a Krajinai Szerb Köztársasághoz. A horvát hadsereg 1995 augusztusában a Vihar hadművelet során foglalta vissza a települést. Szerb lakói nagyrészt elmenekültek. A településnek 2011-ben 447 lakosa volt.

## Lakosság
| Lakosság változása | Lakosság változása | Lakosság változása | Lakosság változása | Lakosság változása | Lakosság változása | Lakosság változása | Lakosság változása | Lakosság változása | Lakosság változása | Lakosság változása | Lakosság változása | Lakosság változása | Lakosság változása | Lakosság változása | Lakosság változása |
| ------------------ | ------------------ | ------------------ | ------------------ | ------------------ | ------------------ | ------------------ | ------------------ | ------------------ | ------------------ | ------------------ | ------------------ | ------------------ | ------------------ | ------------------ | ------------------ |
| 1857               | 1869               | 1880               | 1890               | 1900               | 1910               | 1921               | 1931               | 1948               | 1953               | 1961               | 1971               | 1981               | 1991               | 2001               | 2011               |
| 1.115              | 1.513              | 1.107              | 1.344              | 1.369              | 1.561              | 1.750              | 1.993              | 1.524              | 1.633              | 1.640              | 1.550              | 1.362              | 1.332              | 323                | 447                |

## Nevezetességei
Szent Miklós püspök tiszteletére szentelt szerb pravoszláv temploma 1619-ben épült, de Stefan Boca egykori dalmát püspök állítása szerint a templom már 1570-ben is állt.
1675-ben bővítették, mai formáját az 1798-ban történt átépítés során kapta. A templomot régi temető övezi.